# Episodi di Mamy fa per tre (terza stagione)
Questa voce contiene trame, dettagli e crediti dei registi e degli sceneggiatori della terza stagione della serie televisiva Mamy fa per tre.
Nel Regno Unito, la serie andò in onda sulla ITV dal 14 settembre al 19 ottobre 1972.
| n° | Titolo originale                 | Titolo italiano | Prima TV UK       | Prima TV Italia |
| -- | -------------------------------- | --------------- | ----------------- | --------------- |
| 1  | Gather Ye Mushrooms While Ye May |                 | 14 settembre 1972 |                 |
| 2  | Father Figure                    |                 | 21 settembre 1972 |                 |
| 3  | Girl Talk                        |                 | 28 settembre 1972 |                 |
| 4  | Thank Heaven for Little Girls?   |                 | 5 ottobre 1972    |                 |
| 5  | A Family Affair                  |                 | 12 ottobre 1972   |                 |
| 6  | Two Hearts That Beat As One      |                 | 19 ottobre 1972   |                 |